# Gold Cup 2025
Navigation
États-Unis-Canada 2023 2027
La Gold Cup 2025 est la dix-huitième édition de la Gold Cup, compétition organisée par la Confédération de football d'Amérique du Nord, d'Amérique centrale et des Caraïbes (CONCACAF) et rassemblant les meilleures équipes masculines d'Amérique du Nord, d'Amérique centrale et des Caraïbes. Le Canada et les États-Unis accueillent le tournoi, qui commence le 14 juin 2025. La finale se joue le 6 juillet 2025 au NRG Stadium, à Houston, au Texas. La plupart des matchs ont lieu dans l’ouest des États-Unis afin d’éviter les conflits de calendrier avec la Coupe du monde des clubs 2025, organisée à la même période principalement sur la côte Est.
Le Mexique remet son titre en jeu.

## Équipes qualifiées
En février 2023, la CONCACAF indique que la Ligue des nations fait office de tournoi qualificatif pour la Gold Cup 2025. L’ensemble des 41 fédérations membres y prennent part, réparties en trois niveaux. Les quatre vainqueurs des quarts de finale de la Ligue A et les quatre vainqueurs de groupes de la Ligue B obtiennent une qualification directe. Un tour préliminaire organisé en mars 2025 complète le tableau avec sept équipes supplémentaires, portant à 16 le nombre total de participants à la phase finale.
Le 19 décembre 2024, la CONCACAF annonce que l’Arabie saoudite est invitée à participer aux éditions 2025 et 2027 du tournoi. Une expansion à 24 équipes — avec 16 nations de la CONCACAF et 8 invitées — a un temps été envisagée, mais n’est finalement pas mise en place. 
| Pays                   | Qualification                                 | Date             | Participations (incluant le championnat de la CONCACAF) | Meilleur résultat                                                                       | Dernière participation (résultat obtenu) |
| ---------------------- | --------------------------------------------- | ---------------- | ------------------------------------------------------- | --------------------------------------------------------------------------------------- | ---------------------------------------- |
| Haïti                  | 1er du groupe C Ligue B de Ligue des nations  | 15 novembre 2024 | +10, (17)                                               | Vainqueur (1) · 1973                                                                    | 2023 (Phase de groupes)                  |
| Salvador               | 1er du groupe D Ligue B de Ligue des nations  | 17 novembre 2024 | +14, (20)                                               | Quarts de finale (6) 2002, 2003, 2011, 2013, 2017, 2021                                 | 2023 (Phase de groupes)                  |
| Curaçao                | 1er du groupe B Ligue B de Ligue des nations  | 18 novembre 2024 | +3, (7)                                                 | Quarts de finale (1) 2019                                                               | 2019 (Quarts de finale)                  |
| États-Unis             | Quarts de finale Ligue A de Ligue des nations | 18 novembre 2024 | +18, (20)                                               | Vainqueur (7) · 1991, 2002, 2005, 2007, 2013, 2017, 2021                                | 2023 (Demi-finale)                       |
| Panama                 | Quarts de finale Ligue A de Ligue des nations | 18 novembre 2024 | +12, (13)                                               | Finaliste (3) · 2005, 2013, 2023                                                        | 2023 (Finaliste)                         |
| République dominicaine | 1er du groupe B Ligue B de Ligue des nations  | 19 novembre 2024 | 1                                                       | Première participation                                                                  | Première participation                   |
| Canada                 | Quarts de finale Ligue A de Ligue des nations | 19 novembre 2024 | +17, (20)                                               | Vainqueur (2) · 1985, 2000                                                              | 2023 (Quarts de finale)                  |
| Mexique                | Quarts de finale Ligue A de Ligue des nations | 19 novembre 2024 | +18, (26)                                               | Vainqueur (12) · 1965, 1971, 1977, 1993, 1996, 1998, 2003, 2009, 2011, 2015, 2019, 2023 | 2023 (Vainqueur)                         |
| Arabie saoudite        | Invitation                                    | 19 décembre 2024 | 1                                                       | Première participation                                                                  | Première participation                   |
| Trinité-et-Tobago      | Éliminatoires de la Gold Cup 2025             | 25 mars 2025     | +13, (19)                                               | Demi-finale 2000                                                                        | 2023 (Phase de groupes)                  |
| Suriname               | Éliminatoires de la Gold Cup 2025             | 25 mars 2025     | +2, (4)                                                 | Phase de groupes 2021                                                                   | 2021 (Phase de groupes)                  |
| Jamaïque               | Éliminatoires de la Gold Cup 2025             | 25 mars 2025     | +13, (15)                                               | Finaliste (2) · 2015, 2017                                                              | 2023 (Demi-finale)                       |
| Guadeloupe             | Éliminatoires de la Gold Cup 2025             | 25 mars 2025     | 6                                                       | Demi-finale 2007                                                                        | 2023 (Premier tour)                      |
| Guatemala              | Éliminatoires de la Gold Cup 2025             | 25 mars 2025     | +13, (21)                                               | Vainqueur (1) · 1967                                                                    | 2023 (Quarts de finale)                  |
| Costa Rica             | Éliminatoires de la Gold Cup 2025             | 25 mars 2025     | +17, (23)                                               | Vainqueur (3) · 1963, 1969, 1989                                                        | 2023 (Quarts de finale)                  |
| Honduras               | Éliminatoires de la Gold Cup 2025             | 25 mars 2025     | +17, (23)                                               | Vainqueur (1) · 1981                                                                    | 2023 (Phase de groupes)                  |

## Villes et stades
La CONCACAF annonce, le 25 septembre 2024, les 14 stades hôtes de la Gold Cup 2025. La sélection comprend à la fois des stades spécialisés dans le soccer, principalement utilisés par des clubs de Major League Soccer, et de grands stades de football américain. Le BC Place de Vancouver est le seul site situé en dehors des États-Unis. La plupart des enceintes retenues se trouvent dans l’ouest des États-Unis afin d’éviter les conflits de calendrier avec la Coupe du monde des clubs 2025, qui se déroule en même temps sur la côte Est. Le 30 octobre 2024, la CONCACAF confirme que la finale se joue au NRG Stadium de Houston,.

## Tirage au sort
Le tirage au sort se déroule le 10 avril 2025. Les équipes sont réparties en quatre chapeaux selon le classement CONCACAF du 26 mars 2025. Le chapeau 1 comprend le tenant du titre, le Mexique, ainsi que les trois équipes les mieux classées : le Canada, le Panama et les États-Unis. Le Mexique est placé dans le groupe A, le Canada dans le groupe B, le Panama dans le groupe C, et les États-Unis dans le groupe D. Le chapeau 4 regroupe les trois équipes les moins bien classées ainsi que l’équipe invitée, l’Arabie saoudite.
| Chapeau 1             | Chapeau 2      | Chapeau 3              | Chapeau 4                   |
| --------------------- | -------------- | ---------------------- | --------------------------- |
| Mexique (A1) (1)      | Costa Rica (5) | Guatemala (9)          | Guadeloupe (13)             |
| Canada H (B1) (2)     | Jamaïque (6)   | Trinité-et-Tobago (10) | Curaçao (15)                |
| Panama (C1) (3)       | Honduras (7)   | Salvador (11)          | République dominicaine (19) |
| États-Unis H (D1) (4) | Haïti (8)      | Suriname (12)          | Arabie saoudite             |

| Groupe A               | Groupe B | Groupe C   | Groupe D          |
| ---------------------- | -------- | ---------- | ----------------- |
| Mexique                | Canada H | Panama     | États-Unis H      |
| Costa Rica             | Honduras | Jamaïque   | Haïti             |
| Suriname               | Salvador | Guatemala  | Trinité-et-Tobago |
| République dominicaine | Curaçao  | Guadeloupe | Arabie saoudite   |

## Phase de groupes
Le calendrier de la compétition est publié le 25 septembre 2024. Toutes les heures sont données selon l'heure locale.
Le classement est calculé avec le barème de points suivant : une victoire vaut trois points, le match nul un. La défaite ne rapporte aucun point.
Les équipes sont classées selon les critères suivants :
1. Plus grand nombre de points dans tous les matchs ;
2. Plus grande différence de buts générale ;
3. Plus grand nombre de buts marqués ;

Si plusieurs équipes sont à égalité, les critères suivants s'appliquent :
1. Plus grand nombre de points dans les confrontations directes ;
2. Plus grande différence de buts particulière ;
3. Plus grand nombre de buts dans les confrontations directes ;
4. Meilleure place au fair-play[a].

- Équipe qualifiée pour les quarts de finale
- Équipe éliminée

### Groupe A
| Rang | Équipe                 | Pts | J | G | N | P | Bp | Bc | Diff |
| ---- | ---------------------- | --- | - | - | - | - | -- | -- | ---- |
| 1    | Mexique T              | 7   | 3 | 2 | 1 | 0 | 5  | 2  | +3   |
| 2    | Costa Rica             | 7   | 3 | 2 | 1 | 0 | 6  | 4  | +2   |
| 3    | République dominicaine | 1   | 3 | 0 | 1 | 2 | 3  | 5  | -2   |
| 4    | Suriname               | 1   | 3 | 0 | 1 | 2 | 3  | 6  | -3   |

#### 1rejournée
| 14 juin 2025 | Mexique                                | 3 - 2   | République dominicaine              | SoFi Stadium, Inglewood                        |                                                |
| 19h15 UTC−7  | Álvarez 44e · Jiménez 47e · Montes 53e | (1 - 0) | 51e Federico · 67e Azcona           | Spectateurs : 54 309 Arbitrage : Oshane Nation | Spectateurs : 54 309 Arbitrage : Oshane Nation |
| 19h15 UTC−7  | Quiñones 90+5e · Gallardo 90+6e        | Rapport | 65e Mörschel · 77e López · 80e Japa | Spectateurs : 54 309 Arbitrage : Oshane Nation | Spectateurs : 54 309 Arbitrage : Oshane Nation |

| 15 juin 2025 | Costa Rica                                                   | 4 - 3   | Suriname                                   | Snapdragon Stadium, San Diego                    |                                                  |
| 20h00 UTC−7  | Martínez 14e · Ugalde 19e (pen.) 90+13e (pen.) · Alcócer 76e | (2 - 1) | 34e Kerk · 59e Margaret · 64e (pen.) Pinas | Spectateurs : 7 736 Arbitrage : Joseph Dickerson | Spectateurs : 7 736 Arbitrage : Joseph Dickerson |
| 20h00 UTC−7  | Martínez 4e                                                  | Rapport | 53e Vlijter · 84e Malone                   | Spectateurs : 7 736 Arbitrage : Joseph Dickerson | Spectateurs : 7 736 Arbitrage : Joseph Dickerson |

#### 2ejournée
| 18 juin 2025 | Costa Rica                                         | 2 - 1   | République dominicaine                               | AT&T Stadium, Arlington                        |                                                |
| 18h00 UTC−5  | Ugalde 44e (pen.) · Alcócer 85e                    | (1 - 1) | 16e Urbáez                                           | Spectateurs : 34 015 Arbitrage : Lukasz Szpala | Spectateurs : 34 015 Arbitrage : Lukasz Szpala |
| 18h00 UTC−5  | Mora 41e · Ugalde 49e · Alcócer 87e · Vargas 90+4e | Rapport | 49e Urbáez · 75e de Lucas · 50e Japa · 90+2e Rosario | Spectateurs : 34 015 Arbitrage : Lukasz Szpala | Spectateurs : 34 015 Arbitrage : Lukasz Szpala |

| 18 juin 2025 | Suriname | 0 - 2   | Mexique        | AT&T Stadium, Arlington                       |                                               |
| 21h00 UTC−5  |          | (0 - 0) | 57e 63e Montes | Spectateurs : 34 015 Arbitrage : Selvin Brown | Spectateurs : 34 015 Arbitrage : Selvin Brown |
| 21h00 UTC−5  |          | Rapport | 88e Montes     | Spectateurs : 34 015 Arbitrage : Selvin Brown | Spectateurs : 34 015 Arbitrage : Selvin Brown |

#### 3ejournée
| 22 juin 2025 | Mexique                 | 0 - 0   | Costa Rica                                       | Allegiant Stadium, Paradise                    |                                                |
| 19h00 UTC−7  |                         | (0 - 0) |                                                  | Spectateurs : 35 000 Arbitrage : Mario Escobar | Spectateurs : 35 000 Arbitrage : Mario Escobar |
| 19h00 UTC−7  | Montes 57e · Chávez 72e | Rapport | 3e C. Mora · 53e J. Mora · 57e Galo · 84e Ugalde | Spectateurs : 35 000 Arbitrage : Mario Escobar | Spectateurs : 35 000 Arbitrage : Mario Escobar |

| 22 juin 2025 | République dominicaine                       | 0 - 0   | Suriname                                                  | AT&T Stadium, Arlington                         |                                                 |
| 21h00 UTC−5  |                                              | (0 - 0) |                                                           | Spectateurs : 20 918 Arbitrage : Ismael Cornejo | Spectateurs : 20 918 Arbitrage : Ismael Cornejo |
| 21h00 UTC−5  | Dollenmayer 16e · Pujol 30e · Mörschel 45+3e | Rapport | 45e van der Kust · 48e Abena · 75e Pherai · 86e Leliendal | Spectateurs : 20 918 Arbitrage : Ismael Cornejo | Spectateurs : 20 918 Arbitrage : Ismael Cornejo |

### Groupe B
| Rang | Équipe   | Pts | J | G | N | P | Bp | Bc | Diff |
| ---- | -------- | --- | - | - | - | - | -- | -- | ---- |
| 1    | Canada H | 7   | 3 | 2 | 1 | 0 | 9  | 1  | +8   |
| 2    | Honduras | 6   | 3 | 2 | 0 | 1 | 4  | 7  | -3   |
| 3    | Curaçao  | 2   | 3 | 0 | 2 | 1 | 2  | 3  | -1   |
| 4    | Salvador | 1   | 3 | 0 | 1 | 2 | 0  | 4  | -4   |

#### 1rejournée
| 17 juin 2025 | Curaçao                      | 0 - 0   | Salvador                  | PayPal Park, San José                         |                                               |
| 17h15 UTC−7  |                              | (0 - 0) |                           | Spectateurs : 13 042 Arbitrage : Katia García | Spectateurs : 13 042 Arbitrage : Katia García |
| 17h15 UTC−7  | L. Bacuna 2e · J. Bacuna 40e | Rapport | 36e Cartagena · 45+1e Gil | Spectateurs : 13 042 Arbitrage : Katia García | Spectateurs : 13 042 Arbitrage : Katia García |

| 17 juin 2025 | Canada                                                                     | 6 - 0   | Honduras | BC Place, Vancouver                            |                                                |
| 19h30 UTC−7  | Sigur 27e · Oluwaseyi 45+2e · Buchanan 48e 65e · P. David 75e · Saliba 90e | (2 - 0) |          | Spectateurs : 24 286 Arbitrage : Mario Escobar | Spectateurs : 24 286 Arbitrage : Mario Escobar |
| 19h30 UTC−7  | Rapport                                                                    |         |          | Spectateurs : 24 286 Arbitrage : Mario Escobar | Spectateurs : 24 286 Arbitrage : Mario Escobar |

#### 2ejournée
| 21 juin 2025 | Curaçao                                     | 1 - 1   | Canada     | Shell Energy Stadium, Houston                  |                                                |
| 18h00 UTC−5  | Antonisse 90+4e                             | (0 - 1) | 9e Saliba  | Spectateurs : 20 536 Arbitrage : Juan Calderón | Spectateurs : 20 536 Arbitrage : Juan Calderón |
| 18h00 UTC−5  | L. Bacuna 8e · Floranus 57e · J. Bacuna 71e | Rapport | 50e Miller | Spectateurs : 20 536 Arbitrage : Juan Calderón | Spectateurs : 20 536 Arbitrage : Juan Calderón |

| 21 juin 2025 | Honduras                   | 2 - 0   | Salvador | Shell Energy Stadium, Houston                 |                                               |
| 21h00 UTC−5  | Quioto 33e · Ramírez 90+5e | (1 - 0) |          | Spectateurs : 20 536 Arbitrage : Walter López | Spectateurs : 20 536 Arbitrage : Walter López |
| 21h00 UTC−5  | Menjívar 90+1e             | Rapport | 38e Cruz | Spectateurs : 20 536 Arbitrage : Walter López | Spectateurs : 20 536 Arbitrage : Walter López |

#### 3ejournée
| 24 juin 2025 | Honduras                  | 2 - 1   | Curaçao                                                   | PayPal Park, San José                          |                                                |
| 19h00 UTC−7  | Álvarez 32e · Palma 90+1e | (1 - 1) | 42e (csc) Menjívar                                        | Spectateurs : 10 935 Arbitrage : Oshane Nation | Spectateurs : 10 935 Arbitrage : Oshane Nation |
| 19h00 UTC−7  | Palma 90e                 | Rapport | 7e Gaari · 50e Antonisse · 66e Roemeratoe · 81e Zimmerman | Spectateurs : 10 935 Arbitrage : Oshane Nation | Spectateurs : 10 935 Arbitrage : Oshane Nation |

| 24 juin 2025 | Canada                            | 2 - 0   | Salvador                                                   | Shell Energy Stadium, Houston                     |                                                   |
| 21h00 UTC−5  | J. David 53e · Buchanan 56e       | (0 - 0) |                                                            | Spectateurs : 19 417 Arbitrage : Joseph Dickerson | Spectateurs : 19 417 Arbitrage : Joseph Dickerson |
| 21h00 UTC−5  | de Fougerolles 25e · P. David 59e | Rapport | 35e Ortíz · 20e Domínguez · 45+9e Henríquez · 58e Mauricio | Spectateurs : 19 417 Arbitrage : Joseph Dickerson | Spectateurs : 19 417 Arbitrage : Joseph Dickerson |

### Groupe C
| Rang | Équipe     | Pts | J | G | N | P | Bp | Bc | Diff |
| ---- | ---------- | --- | - | - | - | - | -- | -- | ---- |
| 1    | Panama     | 9   | 3 | 3 | 0 | 0 | 10 | 3  | +7   |
| 2    | Guatemala  | 6   | 3 | 2 | 0 | 1 | 4  | 3  | +1   |
| 3    | Jamaïque   | 3   | 3 | 1 | 0 | 2 | 3  | 6  | -3   |
| 4    | Guadeloupe | 0   | 3 | 0 | 0 | 3 | 5  | 10 | -5   |

#### 1rejournée
| 16 juin 2025 | Panama                                                             | 5 - 2   | Guadeloupe                      | Dignity Health Sports Park, Carson              |                                                 |
| 16h00 UTC−7  | Martínez 6e · Díaz 13e 17e · Guerrero 22e (pen.) · Rodríguez 90+2e | (4 - 1) | 29e Leborgne · 71e (pen.) David | Spectateurs : 18 262 Arbitrage : Keylor Herrera | Spectateurs : 18 262 Arbitrage : Keylor Herrera |
| 16h00 UTC−7  | Andrade 76e                                                        | Rapport |                                 | Spectateurs : 18 262 Arbitrage : Keylor Herrera | Spectateurs : 18 262 Arbitrage : Keylor Herrera |

| 16 juin 2025 | Jamaïque | 0 - 1   | Guatemala  | Dignity Health Sports Park, Carson |                           |
| 19h00 UTC−7  |          | (0 - 1) | 32e Santis | Arbitrage : Juan Calderón          | Arbitrage : Juan Calderón |
| 19h00 UTC−7  | Lowe 19e | Rapport |            | Arbitrage : Juan Calderón          | Arbitrage : Juan Calderón |

#### 2ejournée
| 20 juin 2025 | Jamaïque                                            | 2 - 1   | Guadeloupe                                | PayPal Park, San José                           |                                                 |
| 16h45 UTC−7  | Bailey 41e · Russell 45+4e                          | (2 - 1) | 32e Ambrose                               | Spectateurs : 2 405 Arbitrage : Kwinsi Williams | Spectateurs : 2 405 Arbitrage : Kwinsi Williams |
| 16h45 UTC−7  | Russell 43e · Brown 47e · Anderson 54e · Bailey 77e | Rapport | 11e Ambrose · 60e Phaëton · 90+3e Plumain | Spectateurs : 2 405 Arbitrage : Kwinsi Williams | Spectateurs : 2 405 Arbitrage : Kwinsi Williams |

| 20 juin 2025 | Guatemala                                         | 0 - 1   | Panama        | Q2 Stadium, Austin                               |                                                  |
| 21h00 UTC−5  |                                                   | (0 - 1) | 19e Rodríguez | Spectateurs : 12 829 Arbitrage : Adonai Gonzalez | Spectateurs : 12 829 Arbitrage : Adonai Gonzalez |
| 21h00 UTC−5  | Robles 38e · Santis 39e · Morales 46e · Altán 72e | Rapport |               | Spectateurs : 12 829 Arbitrage : Adonai Gonzalez | Spectateurs : 12 829 Arbitrage : Adonai Gonzalez |

#### 3ejournée
| 24 juin 2025 | Panama                                 | 4 - 1   | Jamaïque                     | Q2 Stadium, Austin                           |                                              |
| 18h00 UTC−5  | Díaz 4e 17e 45e (pen.) · Rodríguez 89e | (3 - 1) | 27e Bell                     | Spectateurs : 3 283 Arbitrage : Selvin Brown | Spectateurs : 3 283 Arbitrage : Selvin Brown |
| 18h00 UTC−5  | Córdoba 69e · Yanis 85e                | Rapport | 61e Latibeaudiere · 79e Reid | Spectateurs : 3 283 Arbitrage : Selvin Brown | Spectateurs : 3 283 Arbitrage : Selvin Brown |

| 24 juin 2025 | Guadeloupe                       | 2 - 3   | Guatemala                                  | Shell Energy Stadium, Houston                |                                              |
| 18h00 UTC−5  | Plumain 50e (pen.) · Phaëton 78e | (0 - 2) | 17e (pen.) Pinto · 29e Escobar · 70e Rubin | Spectateurs : 19 417 Arbitrage : Marco Ortíz | Spectateurs : 19 417 Arbitrage : Marco Ortíz |
| 18h00 UTC−5  | Baron 12e · Plumain 45+5e        | Rapport | 41e Muñoz · 82e Herrera                    | Spectateurs : 19 417 Arbitrage : Marco Ortíz | Spectateurs : 19 417 Arbitrage : Marco Ortíz |

### Groupe D
| Rang | Équipe            | Pts | J | G | N | P | Bp | Bc | Diff |
| ---- | ----------------- | --- | - | - | - | - | -- | -- | ---- |
| 1    | États-Unis H      | 9   | 3 | 3 | 0 | 0 | 8  | 1  | +7   |
| 2    | Arabie saoudite   | 4   | 3 | 1 | 1 | 1 | 2  | 2  | 0    |
| 3    | Trinité-et-Tobago | 2   | 3 | 0 | 2 | 1 | 2  | 7  | -5   |
| 4    | Haïti             | 1   | 3 | 0 | 1 | 2 | 2  | 4  | -2   |

#### 1rejournée
| 15 juin 2025 | États-Unis                                                 | 5 - 0   | Trinité-et-Tobago | PayPal Park, San José                            |                                                  |
| 15h00 UTC−7  | Tillman 16e 41e · Agyemang 44e · Aaronson 82e · Wright 84e | (3 - 0) |                   | Spectateurs : 12 610 Arbitrage : Adonai Escobedo | Spectateurs : 12 610 Arbitrage : Adonai Escobedo |
| 15h00 UTC−7  |                                                            | Rapport | 34e Garcia        | Spectateurs : 12 610 Arbitrage : Adonai Escobedo | Spectateurs : 12 610 Arbitrage : Adonai Escobedo |

| 15 juin 2025 | Haïti                                               | 0 - 1   | Arabie saoudite      | Snapdragon Stadium, San Diego                |                                              |
| 17h15 UTC−7  |                                                     | (0 - 1) | 21e (pen.) Al-Shehri | Spectateurs : 7 736 Arbitrage : Walter López | Spectateurs : 7 736 Arbitrage : Walter López |
| 17h15 UTC−7  | Pierre 17e · Pierrot 50e · Duverne 89e · Jean 90+3e | Rapport | 52e Madu             | Spectateurs : 7 736 Arbitrage : Walter López | Spectateurs : 7 736 Arbitrage : Walter López |

#### 2ejournée
| 19 juin 2025 | Trinité-et-Tobago | 1 - 1   | Haïti                                           | Shell Energy Stadium, Houston                  |                                                |
| 17h45 UTC−5  | Garcia 68e        | (0 - 0) | 49e Pierrot                                     | Spectateurs : 2 409 Arbitrage : Ismael Cornejo | Spectateurs : 2 409 Arbitrage : Ismael Cornejo |
| 17h45 UTC−5  | Rampersad 72e     | Rapport | 39e Duverne · 72e Jean Jacques · 90+2e Metusala | Spectateurs : 2 409 Arbitrage : Ismael Cornejo | Spectateurs : 2 409 Arbitrage : Ismael Cornejo |

| 19 juin 2025 | Arabie saoudite              | 0 - 1   | États-Unis   | Q2 Stadium, Austin                           |                                              |
| 20h15 UTC−5  |                              | (0 - 0) | 63e Richards | Spectateurs : 11 727 Arbitrage : Marco Ortíz | Spectateurs : 11 727 Arbitrage : Marco Ortíz |
| 20h15 UTC−5  | Al-Aboud 89e · Al-Johani 90e | Rapport | 67e Luna     | Spectateurs : 11 727 Arbitrage : Marco Ortíz | Spectateurs : 11 727 Arbitrage : Marco Ortíz |

#### 3ejournée
| 22 juin 2025 | Arabie saoudite | 1 - 1   | Trinité-et-Tobago | Allegiant Stadium, Paradise                                |                                                            |
| 16h00 UTC−7  | Al-Buraikan 60e | (0 - 1) | 10e Sealy         | Spectateurs : 35 000 Arbitrage : Keylor Herrera Villalobos | Spectateurs : 35 000 Arbitrage : Keylor Herrera Villalobos |
| 16h00 UTC−7  | Majrashi 75e    | Rapport | 39e Phillips      | Spectateurs : 35 000 Arbitrage : Keylor Herrera Villalobos | Spectateurs : 35 000 Arbitrage : Keylor Herrera Villalobos |

| 22 juin 2025 | États-Unis                 | 2 - 1   | Haïti           | AT&T Stadium, Arlington                             |                                                     |
| 18h00 UTC−5  | Tillman 10e · Agyemang 75e | (1 - 1) | 19e Don Deedson | Spectateurs : 20 918 Arbitrage : Katia Itzel García | Spectateurs : 20 918 Arbitrage : Katia Itzel García |
| 18h00 UTC−5  | Adams 1e                   | Rapport |                 | Spectateurs : 20 918 Arbitrage : Katia Itzel García | Spectateurs : 20 918 Arbitrage : Katia Itzel García |

## Phase à élimination directe

### Tableau final
|  | Quarts de finale           | Quarts de finale           | Quarts de finale             | Quarts de finale           |            |            | Demi-finales                 | Demi-finales                 | Demi-finales                 | Demi-finales                 |  |  | Finale                   | Finale                   | Finale                   | Finale                   |
|  |                            |                            |                              |                            |            |            |                              |                              |                              |                              |  |  |                          |                          |                          |                          |
|  | 29 juin 2025 - Minneapolis | 29 juin 2025 - Minneapolis | 29 juin 2025 - Minneapolis   | 29 juin 2025 - Minneapolis |            |            | 2 juillet 2025 - Saint-Louis | 2 juillet 2025 - Saint-Louis | 2 juillet 2025 - Saint-Louis | 2 juillet 2025 - Saint-Louis |  |  | 6 juillet 2025 - Houston | 6 juillet 2025 - Houston | 6 juillet 2025 - Houston | 6 juillet 2025 - Houston |
|  | 29 juin 2025 - Minneapolis | 29 juin 2025 - Minneapolis | 29 juin 2025 - Minneapolis   | 29 juin 2025 - Minneapolis |            |            | 2 juillet 2025 - Saint-Louis | 2 juillet 2025 - Saint-Louis | 2 juillet 2025 - Saint-Louis | 2 juillet 2025 - Saint-Louis |  |  | 6 juillet 2025 - Houston | 6 juillet 2025 - Houston | 6 juillet 2025 - Houston | 6 juillet 2025 - Houston |
|  | D1                         | États-Unis                 | 2 tab (4)                    | 2 tab (4)                  |            |            | 2 juillet 2025 - Saint-Louis | 2 juillet 2025 - Saint-Louis | 2 juillet 2025 - Saint-Louis | 2 juillet 2025 - Saint-Louis |  |  | 6 juillet 2025 - Houston | 6 juillet 2025 - Houston | 6 juillet 2025 - Houston | 6 juillet 2025 - Houston |
|  | D1                         | États-Unis                 | 2 tab (4)                    | 2 tab (4)                  |            |            | 2 juillet 2025 - Saint-Louis | 2 juillet 2025 - Saint-Louis | 2 juillet 2025 - Saint-Louis | 2 juillet 2025 - Saint-Louis |  |  | 6 juillet 2025 - Houston | 6 juillet 2025 - Houston | 6 juillet 2025 - Houston | 6 juillet 2025 - Houston |
|  | A2                         | Costa Rica                 | 2 (3)                        | 2 (3)                      |            |            | 2 juillet 2025 - Saint-Louis | 2 juillet 2025 - Saint-Louis | 2 juillet 2025 - Saint-Louis | 2 juillet 2025 - Saint-Louis |  |  | 6 juillet 2025 - Houston | 6 juillet 2025 - Houston | 6 juillet 2025 - Houston | 6 juillet 2025 - Houston |
|  | A2                         | Costa Rica                 | 2 (3)                        | 2 (3)                      | États-Unis | États-Unis | 2                            | 2                            |                              |                              |  |  | 6 juillet 2025 - Houston | 6 juillet 2025 - Houston | 6 juillet 2025 - Houston | 6 juillet 2025 - Houston |
|  | 29 juin 2025 - Minneapolis |                            |                              |                            | États-Unis | États-Unis | 2                            | 2                            |                              |                              |  |  | 6 juillet 2025 - Houston | 6 juillet 2025 - Houston | 6 juillet 2025 - Houston | 6 juillet 2025 - Houston |
|  |                            |                            | Guatemala                    | Guatemala                  | 1          | 1          |                              |                              |                              |                              |  |  | 6 juillet 2025 - Houston | 6 juillet 2025 - Houston | 6 juillet 2025 - Houston | 6 juillet 2025 - Houston |
|  | B1                         | Canada                     | Guatemala                    | Guatemala                  | 1          | 1          | 1 (5)                        | 1 (5)                        |                              |                              |  |  | 6 juillet 2025 - Houston | 6 juillet 2025 - Houston | 6 juillet 2025 - Houston | 6 juillet 2025 - Houston |
|  | B1                         | Canada                     | 2 juillet 2025 - Santa Clara |                            |            |            | 1 (5)                        | 1 (5)                        |                              |                              |  |  | 6 juillet 2025 - Houston | 6 juillet 2025 - Houston | 6 juillet 2025 - Houston | 6 juillet 2025 - Houston |
|  | C2                         | Guatemala                  | 1 tab (6)                    | 1 tab (6)                  |            |            |                              |                              |                              |                              |  |  | 6 juillet 2025 - Houston | 6 juillet 2025 - Houston | 6 juillet 2025 - Houston | 6 juillet 2025 - Houston |
|  | C2                         | Guatemala                  | 1 tab (6)                    | 1 tab (6)                  | États-Unis | États-Unis | 1                            | 1                            |                              |                              |  |  |                          |                          |                          |                          |
|  | 28 juin 2025 - Glendale    |                            |                              |                            | États-Unis | États-Unis | 1                            | 1                            |                              |                              |  |  |                          |                          |                          |                          |
|  |                            |                            | Mexique                      | Mexique                    | 2          | 2          |                              |                              |                              |                              |  |  |                          |                          |                          |                          |
|  | A1                         | Mexique                    | Mexique                      | Mexique                    | 2          | 2          | 2                            | 2                            |                              |                              |  |  |                          |                          |                          |                          |
|  | A1                         | Mexique                    |                              |                            |            |            |                              |                              |                              |                              |  |  |                          |                          |                          |                          |
|  | D2                         | Arabie saoudite            | 0                            | 0                          |            |            |                              |                              |                              |                              |  |  |                          |                          |                          |                          |
|  | D2                         | Arabie saoudite            | 0                            | 0                          | Mexique    | Mexique    | 1                            | 1                            |                              |                              |  |  |                          |                          |                          |                          |
|  | 28 juin 2025 - Glendale    |                            |                              |                            | Mexique    | Mexique    | 1                            | 1                            |                              |                              |  |  |                          |                          |                          |                          |
|  |                            |                            | Honduras                     | Honduras                   | 0          | 0          |                              |                              |                              |                              |  |  |                          |                          |                          |                          |
|  | C1                         | Panama                     | Honduras                     | Honduras                   | 0          | 0          | 1 (4)                        | 1 (4)                        |                              |                              |  |  |                          |                          |                          |                          |
|  | C1                         | Panama                     |                              |                            |            |            |                              | 1 (4)                        |                              |                              |  |  |                          |                          |                          |                          |
|  | B2                         | Honduras                   | 1 tab (5)                    | 1 tab (5)                  |            |            |                              |                              |                              |                              |  |  |                          |                          |                          |                          |
|  | B2                         | Honduras                   | 1 tab (5)                    | 1 tab (5)                  |            |            |                              |                              |                              |                              |  |  |                          |                          |                          |                          |
|  |                            |                            |                              |                            |            |            |                              |                              |                              |                              |  |  |                          |                          |                          |                          |

### Quarts de finale
| 28 juin 2025 | Panama                                             | 1 - 1             | Honduras                                                | State Farm Stadium, Glendale                  |                                               |
| 16h15 UTC−7  | Díaz 45+1e                                         | (1 - 0)           | 82e Lozano                                              | Spectateurs : 45 255 Arbitrage : Katia García | Spectateurs : 45 255 Arbitrage : Katia García |
| 16h15 UTC−7  | Díaz 58e · Gutiérrez 81e                           | Rapport           | 45+4e J. Martínez · 49e Crisanto ·                      | Spectateurs : 45 255 Arbitrage : Katia García | Spectateurs : 45 255 Arbitrage : Katia García |
| 16h15 UTC−7  | Escobar · Díaz · Godoy · Harvey · Davis · Guerrero | Tirs au but 4 - 5 | Palma · Arriaga · Rosales · Maldonado · Lozano · Pineda | Spectateurs : 45 255 Arbitrage : Katia García | Spectateurs : 45 255 Arbitrage : Katia García |

| 28 juin 2025 | Mexique                   | 2 - 0   | Arabie saoudite                | State Farm Stadium, Glendale                   |                                                |
| 19h15 UTC−7  | Vega 49e · Madu 81e (csc) | (0 - 0) |                                | Spectateurs : 45 255 Arbitrage : Lukasz Szpala | Spectateurs : 45 255 Arbitrage : Lukasz Szpala |
| 19h15 UTC−7  | Gallardo 45+8e            | Rapport | 45+8e Majrashi · 78e Al-Johani | Spectateurs : 45 255 Arbitrage : Lukasz Szpala | Spectateurs : 45 255 Arbitrage : Lukasz Szpala |

| 29 juin 2025 | Canada                                                                        | 1 - 1             | Guatemala                                                  | U.S. Bank Stadium, Minneapolis                  |                                                 |
| 15h00 UTC−5  | J. David 30e                                                                  | (1 - 0)           | 69e Rubin                                                  | Spectateurs : 32 289 Arbitrage : Keylor Herrera | Spectateurs : 32 289 Arbitrage : Keylor Herrera |
| 15h00 UTC−5  | Shaffelburg 45+4e                                                             | Rapport           | 60e Rubin ·                                                | Spectateurs : 32 289 Arbitrage : Keylor Herrera | Spectateurs : 32 289 Arbitrage : Keylor Herrera |
| 15h00 UTC−5  | P. David · Jebbison · Cornelius · Choinière · Larin · Saliba · de Fougerolles | Tirs au but 5 - 6 | Santis · Samayoa · Herrera · Lom · Pinto · Altán · Morales | Spectateurs : 32 289 Arbitrage : Keylor Herrera | Spectateurs : 32 289 Arbitrage : Keylor Herrera |

| 29 juin 2025 | États-Unis                                             | 2 - 2             | Costa Rica                                                        | U.S. Bank Stadium, Minneapolis                |                                               |
| 18h00 UTC−5  | Luna 43e · Arfsten 47e                                 | (1 - 1)           | 12e (pen.) Calvo · 71e A.Martínez                                 | Spectateurs : 32 289 Arbitrage : Walter Lopez | Spectateurs : 32 289 Arbitrage : Walter Lopez |
| 18h00 UTC−5  | Richards 38e                                           | Rapport           | 35e J. Vargas · 38e K. Vargas · 68e Alcócer ·                     | Spectateurs : 32 289 Arbitrage : Walter Lopez | Spectateurs : 32 289 Arbitrage : Walter Lopez |
| 18h00 UTC−5  | Adams · Tillman · Berhalter · Freeman · Tolkin · Downs | Tirs au but 4 - 3 | A. Martínez · J. Vargas · van der Putten · Brenes · Calvo · Rojas | Spectateurs : 32 289 Arbitrage : Walter Lopez | Spectateurs : 32 289 Arbitrage : Walter Lopez |

### Demi-finales
| 2 juillet 2025 | Mexique                                                       | 1 - 0   | Honduras                                               | Levi's Stadium, Santa Clara                    |                                                |
| 19h00 UTC−7    | Jiménez 50e                                                   | (0 - 0) |                                                        | Spectateurs : 70 975 Arbitrage : Juan Calderón | Spectateurs : 70 975 Arbitrage : Juan Calderón |
| 19h00 UTC−7    | Ochoa 13e · Chávez 47e · Orozco 83e · Araujo 89e · Lira 90+6e | Rapport | 24e Crisanto · 36e Lozano · 72e Arboleda · 76e Arriaga | Spectateurs : 70 975 Arbitrage : Juan Calderón | Spectateurs : 70 975 Arbitrage : Juan Calderón |

| 2 juillet 2025 | États-Unis                                               | 2 - 1   | Guatemala                 | Energizer Park, Saint-Louis                    |                                                |
| 18h00 UTC−5    | Luna 4e 15e                                              | (2 - 0) | 80e Escobar               | Spectateurs : 22 423 Arbitrage : Oshane Nation | Spectateurs : 22 423 Arbitrage : Oshane Nation |
| 18h00 UTC−5    | Richards 45+1e · Luna 51e · de la Torre 55e · Freese 77e | Rapport | 49e Robles · 90+4e Santis | Spectateurs : 22 423 Arbitrage : Oshane Nation | Spectateurs : 22 423 Arbitrage : Oshane Nation |

### Finale
| 6 juillet 2025 | États-Unis  | 1 - 2   | Mexique                   | NRG Stadium, Houston      |                           |
| 18h00 UTC−5    | Richards 4e | (1 - 1) | 27e Jiménez · 77e Álvarez | Arbitrage : Mario Escobar | Arbitrage : Mario Escobar |
| 18h00 UTC−5    | Adams 63e   | Rapport | 44e Montes · 85e Jiménez  | Arbitrage : Mario Escobar | Arbitrage : Mario Escobar |

## Statistiques et récompenses

### Classement de la compétition
| Place             | Nation     | Stade de la compétition |
| ----------------- | ---------- | ----------------------- |
| Médaille d'or     | Mexique    | Vainqueur               |
| Médaille d'argent | États-Unis | Finale                  |
| 3                 | Honduras   | Demi-finale             |
| 3                 | Guatemala  | Demi-finale             |

### Buteurs
6 buts       
- Ismael Díaz (dont 1 pénalty)

3 buts    
- Tajon Buchanan
- Manfred Ugalde (dont 3 pénalty)
- Malik Tillman
- Diego Luna
- Chris Richards
- César Montes
- Raúl Jiménez
- Tomás Rodríguez (en)

2 buts   
- Nathan Saliba
- Jonathan David
- Josimar Alcócer
- Alonso Martínez
- Rubio Rubin
- Olger Escobar
- Edson Álvarez

| 1 but - Saleh Al-Shehri (dont 1 pénalty) - Firas Al-Buraikan - Niko Sigur - Tani Oluwaseyi - Promise David - Francisco Calvo - Jeremy Antonisse - Patrick Agyemang - Brenden Aaronson - Haji Wright - Maximilian Arfsten - Jordan Leborgne - Florian David - Thierry Ambrose - Ange-Freddy Plumain (dont 1 pénalty) - Matthias Phaëton - Óscar Santis (en) - José Carlos Pinto (en) (dont 1 pénalty) | - Frantzdy Pierrot - Louicius Don Deedson - Romell Quioto - Dixon Ramírez (es) - Jorge Álvarez (en) - Luis Palma - Anthony Lozano - Leon Bailey - Jon Russell - Alexis Vega - Cristian Martínez - Eduardo Guerrero (dont 1 pénalty) - Peter Federico - Edison Azcona - Joao Urbáez - Gyrano Kerk - Richonell Margaret (en) - Shaquille Pinas (dont 1 pénalty) - Justin Garcia (en) - Dante Sealy (en) |

but contre son camp  (csc)
- Edrick Menjívar (en) (contre Curaçao)
- Abdullah Madu (en) (contre le Mexique)

### Récompenses individuelles
| Catégorie             | Lauréats      |
| --------------------- | ------------- |
| Meilleur joueur       | Edson Álvarez |
| Meilleur gardien      | Luis Malagón  |
| Meilleur buteur       | Ismael Díaz   |
| Meilleur jeune joueur | Olger Escobar |
| Meilleur but          |               |
| Fair-play             | États-Unis    |

### Équipe-type de la phase de groupes
| Gardien      | Défenseurs                                           | Milieux                                       | Attaquants                                 |
| ------------ | ---------------------------------------------------- | --------------------------------------------- | ------------------------------------------ |
| Keylor Navas | Fidel Escobar César Montes Chris Richards Niko Sigur | Malik Tillman Edson Álvarez Cristian Martínez | Josimar Alcócer Ismael Díaz Tajon Buchanan |

| Équipe nationale | Nombre de joueurs |
| ---------------- | ----------------- |
| Panama           | 3                 |
| Mexique          | 2                 |
| Costa Rica       | 2                 |
| États-Unis       | 2                 |
| Canada           | 2                 |

### Équipe-type de la compétition
| Gardien      | Défenseurs                                | Milieux                                                            | Attaquants               |
| ------------ | ----------------------------------------- | ------------------------------------------------------------------ | ------------------------ |
| Luis Malagón | Johan Vásquez César Montes Chris Richards | Diego Luna Malik Tillman Edson Álvarez Oscar Santis Peter González | Raúl Jiménez Ismael Díaz |

| Équipe nationale       | Nombre de joueurs |
| ---------------------- | ----------------- |
| Mexique                | 5                 |
| États-Unis             | 3                 |
| Guatemala              | 1                 |
| République dominicaine | 1                 |
| Panama                 | 1                 |